# Grosses Walsertal
El Grosses Walsertal ("Gran Walsertal") es un valle lateral de la región de Walgau en el estado federal austriaco de Vorarlberg. El extremo del valle limita con el Bregenzerwald. Da nombre a una reserva de la biosfera declarada en el año 2000, y que abarca seis pueblos dentro de este valle alpino. Se trata de un paisaje cultural vivo. En los siglos XIII y XIV vino a vivir aquí el pueblo walser y desde entonces ha desarrollado una cultura deagricultura, pastos y silvicultura muy adaptada a la montaña.

## Geografía

### Ubicación y paisaje
El Grosses Walsertal se encuentra en el norte de los alpes calcáreos, entre los subgrupos de las montañas Bregenzerwald (en el norte) y Lechquellengebirge (en el sur y este).
El río Lutz fluye a través del valle Großwalsertal que tiene aproximadamente 25 km de largo.

### Comunidades
Las comunidades están casi todas en Sonnhang, el lado norte del valle. Desde el principio del valle estos son:
- Thüringerberg
- Sankt Gerold
- Blons
- Fontanella
- Sonntag
- Al sur del río Lutz se encuentra Raggal

## Reserva de la biosfera
Los municipios del Grosses Walsertal se han unido y forman juntos la reserva de la biosfera Grosses Walsertal. Es la primera reserva natural de Vorarlberg declarado por la UNESCO. Una reserva de la biosfera es una reserva natural dentro de la cual el ecosistema está protegido y reconocido por la UNESCO.
El objetivo de un parque de la biosfera es unir a las personas y la naturaleza. Para lograr esto, el Grosses Walsertal proporciona una plataforma para el debate sobre la sociedad, la ciencia y la política. Se están desarrollando constantemente nuevos conceptos para una economía sostenible y el turismo en la región, por ejemplo, en 2016/17, ha comenzado el proyecto "adiós a las bolsas de plástico". Para este propósito, los residentes y supermercados en la región ya no usan bolsas de plástico sino bolsas de tela que fueron diseñadas y producidas por costureras y voluntarios.
Su extensión total son 19.200 hectáreas, siendo la Zona núcleo de 4.010 ha, la Zona tampón 12.366 ha y la Zona de transición 2.824 ha. La altitud de esta reserva es de 580 a 2.704 m s. n. m.
Es un ecosistema mixto de media y alta montaña. Hay vegetación arbustiva, de las cuales son ejemplo el pino arbustivo mugo o turra o la zarza de piedra. Pueden encontrarse flores como las orquídeas "zueco de dama" y orquídea mosca". En las praderías de caliza alpina y subalpina se ven martagón, genciana amarilla y edelweiss, entre otras especies. En los bosques de piceas, entre matas de arándanos o flores como la orquídea Listera cordata, puede encontrarse aves como el gallo lira, el urogallo o el grévol. Además, puesto que se trata de una zona habitada, pueden verse granjas alpinas y explotaciones forestales.

## Cultura
Desde el 2004, el festival cultural Walserherbst se celebra cada dos años durante tres semanas. Walserherbst ofrece encuentros con el arte y la cultura contemporánea en el centro del parque de la biosfera Großes Walsertal en Vorarlberg. Bajo la dirección de Dietmar Nigsch, originario de la región, el Walserherbst ofrece música, literatura, espectáculos, cine de autor europeo e internacional, así como costumbrismo, cultura popular y gastronomía en el paisaje alpino de la Reserva de la Biosfera Großes Walsertal. El festival se caracteriza por la "apertura a nuevas ideas a través de la alegría de conocer gente".

## Turismo
Desde el punto de vista organizativo, Großwalsertal forma parte de la región turística "Bludenz Alpine Region", junto con Bludenz, Brandnertal y Klostertal. 

### Verano
El turismo en Grosswalsertal está fuertemente influenciado por el parque de la biosfera y es precisamente por la conservación de la naturaleza que la región atrae a muchos turistas cada año. Por lo tanto, el verano está dominado por actividades como el senderismo, la bicicleta de montaña, la bicicleta eléctrica, la escalada, la equitación, el barranquismo o el motociclismo. Todo esto es posible en el parque de la biosfera o en sus alrededores. Los caminos oficiales y la señalización garantizan que los visitantes se mantengan en los senderos y no se desvíen de las zonas tranquilas del parque natura. El Gran Valle de Walser también forma parte de la Iniciativa de Pueblos Montañeses de la ÖAV desde 2008, cuyo objetivo es promover el turismo sostenible.

### Invierno
El turismo de invierno es comparativamente tranquilo. Hay tres zonas de esquí, Faschina, Raggal y Sonntag-Stein, y las pistas tienen un acceso limitado debido a la normativa medioambiental. Esta combinación da como resultado un destino invernal tranquilo y centrado en unas vacaciones de invierno sostenibles. Además de esquiar, también es posible realizar excursiones de esquí, excursiones de invierno y esquí de fondo.